# Kolonisatieresistentie
De term kolonisatieresistentie wordt gebruikt voor de mate waarin autochtone bacteriën, zoals de bacteriën in de darm en op de huid, weerstand kunnen bieden tegen nieuw koloniserende bacteriën. De resistentie wordt vooral gevormd door concurrentie voor voedingsstoffen, groeiruimte en aanhechtplekken op de darmwand. 
De nieuwe bacteriën kunnen zowel pathogeen als niet-pathogeen zijn. Als de kolonisatieresistentie laag of niet aanwezig is kan dit sterke invloed hebben op de afweer van het organisme.